# Beuno
Saint Beuno, ou Beyno/Bughna (en latin ‘Bennonus’), né à la fin du VIe siècle et décédé le 21 avril 640 dans son monastère, à Clynnog (Pays de Galles)  est un moine celtique missionnaire, fondateur et abbé du monastère de Clynnog. Il est liturgiquement commémoré le 21 avril. 

## Biographie
Beuno serait né à Berriew dans le Powys (dans la haute vallée de la Severn) et aurait été le petit-fils d’un prince de la dynastie locale, descendant de Vortigern, roi de l’ ile de Bretagne. Après avoir fait ses études et reçut l’ordination sacerdotale au monastère de Bangor, il devient un missionnaire actif dans le Nord-Ouest du pays de Galles avec le soutien de Cadfan, roi de Gwynedd. Le fils et successeur de Cadfan, Cadwallon, trompa Beuno au sujet de certaines terres et, lorsque le saint demanda justice, il se montra hostile. Sur ce, le cousin de Cadwallon, Gwyddaint, « donna à Dieu et à Beuno pour toujours » ses terres à Clynnog Fawr sur la péninsule de Llŷn. Beuno établit son propre monastère sur le site reçu et y mourut paisiblement « le septième jour de Pâques ».(21 avril).

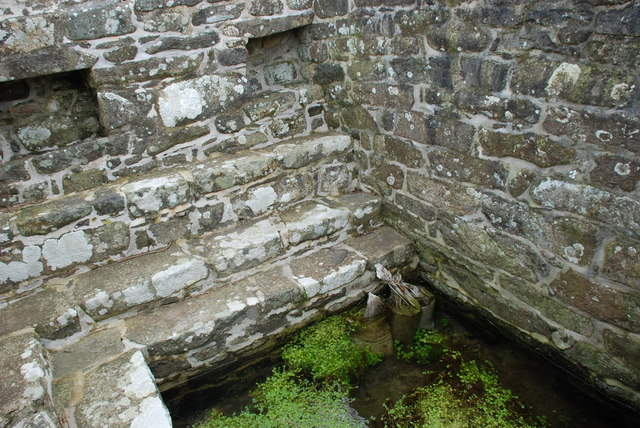
Le puits de saint Beuno, à Clynnog

## Vénération et souvenir
Beuno est le plus célèbre des saints gallois. Les nombreuses légendes qui sont rattachées rendant toute biographie difficile. Il aurait entre autres rendu la vie à sa nièce, sainte Widefrede (Gwenffrewi), qui avait été décapitée par un prétendant dépité de ce qu’elle se refusait à lui. Une source miraculeuse jaillit là où tomba sa tête. Boiteux et aveugles qui y burent furent guéris. L’endroit s’appelle Holywell (aujourd’hui ville de 10 000 habitants) et est lieu de pèlerinage. Wenefrede est devenue religieuse à Gwytherin. Ses reliques se trouvent au monastère de Shrewsbury.
- Les Gallois ont longtemps vénéré le rocher Beuno (Maen Beuno) sur lequel il prêchait.
- Plus de onze églises dans le pays de Galles lui sont dédiées. L’important centre spirituel des Jésuites, à Saint-Asaph en Galles du Nord, s’appelle St Beuno's Jesuit Spirituality Centre (en).
- Rien ne subsiste du monastère fondé par saint Beuno à Clynnog sauf la chapelle où se trouvait son tombeau. Clynnog (et le puits Saint-Beuno) se trouvent sur le trajet du pèlerinage North Wales Pilgrims Way (en).